# Diathoneura nigrescens
Diathoneura nigrescens är en tvåvingeart som beskrevs av Oswald Duda 1925. Diathoneura nigrescens ingår i släktet Diathoneura och familjen daggflugor. Inga underarter finns listade i Catalogue of Life.